# National Football League
Ne doit pas être confondu avec le Championnat d'Angleterre de football de cinquième division, une compétition de football en Angleterre qui porte le même nom la "National League"
« NFL » redirige ici. Pour les autres significations, voir NFL (homonymie).
La National Football League (désignée par la traduction non officielle « Ligue nationale de football américain » en français), abrégée par son sigle NFL, est une association d'équipes professionnelles de football américain, active aux États-Unis.
La NFL a été créée en 1920, d'abord sous le nom d'American Professional Football Association (APFA), avant d’être rebaptisée National Football League en 1922.
La NFL organise chaque année un championnat très suivi aux États-Unis ponctué par un événement majeur : le Super Bowl.

## L'American Professional Football Association
Le premier match de football américain remonterait au 6 novembre 1869 mais la nécessité d'avoir une ligue unifiée apparaît en 1920. Trois problèmes majeurs gangrènent alors le monde du football américain aux États-Unis : l'augmentation des salaires, les joueurs changeant continuellement d'équipe et la possibilité pour les équipes de faire jouer des joueurs universitaires.
Le 20 août 1920, les dirigeants de quatre équipes de l'Ohio, les Pros d'Akron, les Bulldogs de Canton, les Indians de Cleveland et les Triangles de Dayton se rencontrent à Canton, petite ville de l'Ohio et décident de former l’American Professional Football Conference. Un mois plus tard, ces dirigeants se retrouvent à nouveau mais d'autres équipes d'autres États les rejoignent : les Pros de Hammond et les Flyers de Muncie de l'Indiana, les Jeffersons de Rochester de New York et enfin trois équipes de l'Illinois : les Independents de Rock Island, les Staleys de Decatur et les Cardinals de Racine. Elles décident alors d'abandonner le terme Conference de leur nom pour prendre celui d'Association, ainsi naît l’American Professional Football Association (désigné par le sigle APFA).

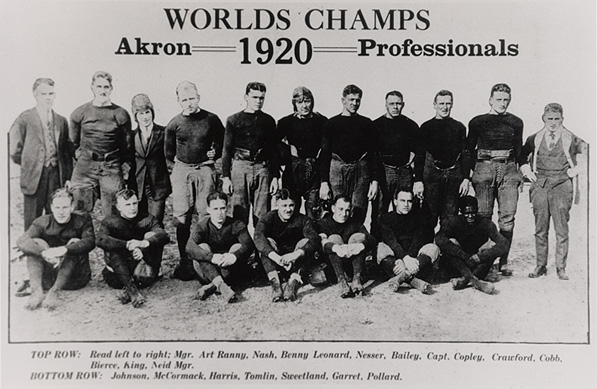
Photographie de la première équipe championne de NFL de l'histoire : les Pros d'Akron.

Pour gagner en visibilité, la nouvelle ligue décide de nommer le populaire athlète Jim Thorpe à sa présidence, celui-ci endossant aussi le costume de joueur au sein de la ligue. Cependant, au tout début, l'organisation ressemble plus à un conglomérat d'équipes qu'à une ligue structurée et encadrée : pour la première saison, quatorze équipes vont jouer pour tenter de se départager et elles ne joueront pas le même nombre de matchs. Il faut attendre le 30 avril 1921 et une réunion de la ligue à Akron pour que les Pros d'Akron soient sacrés symboliquement champions de la saison inaugurale.
À la suite de cette réunion, l’AFPA est réorganisée : Thorpe, qui passait plus de temps sur les terrains qu'à prendre en main l'organisation, est remplacé par Joseph Carr, ancien membre des Panhandles de Columbus, qui déplace le siège de la ligue d'Akron à Columbus et définit des limites de « territoire » pour les joueurs et dépose des textes officiels sur la ligue. Pour la première fois un classement officiel est prévu d'être établi avant le début de la compétition. Vingt-quatre équipes participent au championnat, dont les Packers de Green Bay,. À l'issue de la saison, les Staleys de Chicago totalisent 9 victoires, 1 défaite et 1 match nul et les All-Americans de Buffalo 9-1-2. Carr tranche alors en faveur des Staleys qui remportent ainsi leur premier titre.

## L'expansion (1922-1945)
Le 24 juin 1922, l’APFA change de nom et devient la National Football League. La NFL va connaître un développement relativement rapide grâce à une nouvelle politique de recrutement des joueurs. Le football universitaire étant à l'époque ce qui se faisait de mieux du point de vue de la visibilité et de la popularité, la NFL démarche de nombreuses stars universitaires qui, une fois leurs études terminées, rejoignent la ligue. De plus, pour attirer un plus grand nombre de spectateurs, toutes les équipes de la ligue, hormis les Packers de Green Bay, déménagent dès 1934 vers les plus grandes villes du pays.
L'instauration d'une grande finale opposant les deux meilleures équipes des deux divisions nouvellement créées (divisions Ouest et Est dénommées par la suite Conférences) va contribuer au succès de la NFL. L'invention de cette grande finale en 1933, alliée au fait qu'elle se déroulait dans la ville de la meilleure équipe, a largement contribué à la ferveur grandissante autour de l'équipe de chaque ville.
Devenue une concurrente lucrative du football américain universitaire, la NFL cherche à s'étendre : à partir de 1945, elle gagne la côte ouest à la suite du déménagement des Rams de Cleveland à Los Angeles.

## La concurrence d'autres ligues (1946-1966)
L'expansion de la NFL donne des idées à d'autres entrepreneurs : une ligue concurrente, la All-America Football Conference (AAFC) est ainsi créée en juin 1944. Celle-ci devient dans un premier temps une sérieuse rivale de la NFL avant de la dépasser pour ce qui est du nombre de spectateurs lors des matchs. Heureusement pour la NFL, les spectateurs se lassent de la domination d'une seule équipe, les Browns de Cleveland, qui remportent tous les titres AAFC avec une facilité déconcertante de 1946 à 1949. L'AAFC fait faillite en 1950 et la NFL en profite pour s'étendre et sortir grandie de cette période tumultueuse, en absorbant trois équipes de la défunte AAFC, à savoir les Browns de Cleveland, les 49ers de San Francisco et les Colts de Baltimore.
La NFL connaît alors un développement remarquable mais, en 1960, une nouvelle ligue tente à son tour de profiter de l'engouement pour du football américain professionnel. L'American Football League (AFL) est créée sur des bases différentes de la NFL en surfant sur la vague du renouveau, contrastant avec le caractère conservateur de la NFL. L'AFL installe les premiers panneaux géants indiquant le temps restant à jouer, ce qui facilitait beaucoup la vie des supporters qui n'étaient plus obligés d'attendre que l'arbitre annonce le temps restant quand bon lui semblait.
Concurrencée sur le plan du spectacle mais aussi sur celui du jeu pur, la NFL réagit en implantant une franchise dans les villes occupées par l'AFL : à Dallas par exemple les Cowboys de Dallas concurrencent les Texans de Dallas de l'AFL. La bataille entre les deux ligues pour recruter les meilleurs joueurs et les droits de diffusion à la télévision lassent le public et fait stagner l'ascension du football américain professionnel. Le 8 juin 1966, les deux ligues, conscientes du danger financier, décident de fusionner, étalant les modalités de l'opération jusqu'en 1970.

## L'ère du Super Bowl (1966-présent)
Pour sceller la future fusion des deux ligues, il est décidé que, dès la saison 1966, une finale opposera les champions de chaque ligue. Les amateurs de football décident de nommer cette finale Super Bowl. Il faudra cependant attendre la troisième édition de cette rencontre pour qu'elle reçoive officiellement cette dénomination.
La fusion intervient à l'orée de la saison 1970. Il est décidé que la marque National Football League serait retenue, eu égard à son ancienneté et à sa renommée, sans pour autant signifier que la NFL a absorbé sa rivale AFL, celle-ci ayant posé beaucoup de conditions lors de la fusion.
Le championnat est réorganisé : trois équipes de la NFL (les Colts de Baltimore, les Browns de Cleveland et les Steelers de Pittsburgh) acceptent de rejoindre les dix équipes de l'AFL (les Bengals de Cincinnati, les Dolphins de Miami, les Patriots de Boston, les Bills de Buffalo, les Broncos de Denver, les Oilers de Houston, les Chiefs de Kansas City, les Jets de New York, les Raiders d'Oakland et les Chargers de San Diego) pour former l'American Football Conference (AFC). Les treize autres équipes de la NFL (les Falcons d'Atlanta, les Bears de Chicago, les Cowboys de Dallas, les Lions de Détroit, les Packers de Green Bay, les Rams de Los Angeles, les Vikings du Minnesota, les Saints de La Nouvelle-Orléans, les Giants de New York, les Eagles de Philadelphie, les Cardinals de l'Arizona alors installé à Saint-Louis et appelé les Cardinals de Saint-Louis, les 49ers de San Francisco et les Redskins de Washington) forment alors la National Football Conference (NFC). Le Super Bowl V ponctue la première saison de la nouvelle ligue.
L'unification des deux ligues a re-dynamisé le football américain professionnel et assuré la prospérité de la NFL qui incorpora deux nouvelles franchises en 1976 : les Seahawks de Seattle et les Buccaneers de Tampa Bay. Cette période de prospérité va cependant être remise en cause avec l'émergence d'une nouvelle ligue constituée par des capitaux d'investisseurs fortunés, dans les années 1980 : l'United States Football League (USFL). Cette ligue parvient immédiatement à attirer de grands noms en son sein mais un mauvais équilibre financier en aura raison au bout de trois ans.
Désormais confortablement installée comme ligue principale de football américain professionnel, la NFL continue sa marche en avant en procédant à des nouvelles expansions au milieu des années 1990, intégrant de nouvelles franchises comme les Ravens de Baltimore, les Panthers de la Caroline et les Jaguars de Jacksonville. La dernière franchise créée, les Texans de Houston, date de 2002.
Depuis 2007, la NFL délocalise plusieurs rencontres de saison régulière en dehors des États-Unis. Tout d'abord organisées à Londres, au stade de Wembley, l'accord s'étend en 2016 au stade Azteca de Mexico. Londres accueille également quelques matchs au stade de Twickenham, puis à partir de 2019 au Tottenham Hotspur Stadium. En 2022, un nouvel accord s'ouvre cette fois à l'Allemagne, à l'Allianz Arena de Munich et au Deutsche Bank Park de Francfort-sur-le-Main.

## Organisation du championnat

### Structure
Depuis 1970, la NFL est organisée en deux conférences : la National Football Conference et l'American Football Conference, elles-mêmes subdivisées en quatre divisions : Est, Ouest, Nord et Sud. La répartition des équipes au sein de ces divisions n'est cependant pas toujours cohérente avec leur positionnement géographique : les Cowboys de Dallas évoluent par exemple au sein de la NFC Est. Le découpage institué par la NFL permet d'organiser un championnat structuré avec un nombre de matchs relativement réduit : à cause du niveau d'engagement physique et du nombre d'équipes en NFL, il serait difficilement envisageable d'organiser un championnat à poule unique comme à l'origine.
Actuellement, la NFL regroupe 32 franchises qui possèdent au maximum 53 joueurs au sein de l'effectif officiel (roster) mais dont seulement 45 sont inscrits sur la feuille de match.

#### American Football Conference
| Division | Équipe                             | Stade                      | Ville                        | Fondation |
| -------- | ---------------------------------- | -------------------------- | ---------------------------- | --------- |
| Est      | Bills de Buffalo                   | Highmark Stadium           | Buffalo (New York)           | 1960      |
| Est      | Dolphins de Miami                  | Hard Rock Stadium          | Miami (Floride)              | 1966      |
| Est      | Patriots de la Nouvelle-Angleterre | Gillette Stadium           | Foxborough (Massachusetts)   | 1960,     |
| Est      | Jets de New York                   | MetLife Stadium            | East Rutherford (New Jersey) | 1960,     |
| Nord     | Ravens de Baltimore                | M&T Bank Stadium           | Baltimore (Maryland)         | 1996      |
| Nord     | Bengals de Cincinnati              | Paycor Stadium             | Cincinnati (Ohio)            | 1967      |
| Nord     | Browns de Cleveland                | Huntington Bank Field      | Cleveland (Ohio)             | 1946      |
| Nord     | Steelers de Pittsburgh             | Acrisure Stadium           | Pittsburgh (Pennsylvanie)    | 1933      |
| Sud      | Texans de Houston                  | NRG Stadium                | Houston (Texas)              | 2002      |
| Sud      | Colts d'Indianapolis               | Lucas Oil Stadium          | Indianapolis (Indiana)       | 1959      |
| Sud      | Jaguars de Jacksonville            | EverBank Stadium           | Jacksonville (Floride)       | 1995      |
| Sud      | Titans du Tennessee                | Nissan Stadium             | Nashville (Tennessee)        | 1960      |
| Ouest    | Broncos de Denver                  | Empower Field at Mile High | Denver (Colorado)            | 1960      |
| Ouest    | Chiefs de Kansas City              | Arrowhead Stadium          | Kansas City (Missouri)       | 1960,     |
| Ouest    | Raiders de Las Vegas               | Allegiant Stadium          | Las Vegas (Nevada)           | 1960,     |
| Ouest    | Chargers de Los Angeles            | SoFi Stadium               | Inglewood (Californie)       | 1959,     |

#### National Football Conference
| Division | Équipe                        | Stade                   | Ville                           | Fondation |
| -------- | ----------------------------- | ----------------------- | ------------------------------- | --------- |
| Est      | Cowboys de Dallas             | AT&T Stadium            | Arlington (Texas)               | 1960      |
| Est      | Giants de New York            | MetLife Stadium         | East Rutherford (New Jersey)    | 1925      |
| Est      | Eagles de Philadelphie        | Lincoln Financial Field | Philadelphie (Pennsylvanie)     | 1933      |
| Est      | Commanders de Washington      | Northwest Stadium       | Landover (Maryland)             | 1932      |
| Nord     | Bears de Chicago              | Soldier Field           | Chicago (Illinois)              | 1919      |
| Nord     | Lions de Détroit              | Ford Field              | Détroit (Michigan)              | 1930      |
| Nord     | Packers de Green Bay          | Lambeau Field           | Green Bay (Wisconsin)           | 1919      |
| Nord     | Vikings du Minnesota          | U.S. Bank Stadium       | Minneapolis (Minnesota)         | 1961      |
| Sud      | Falcons d'Atlanta             | Mercedes-Benz Stadium   | Atlanta (Géorgie)               | 1965      |
| Sud      | Panthers de la Caroline       | Bank of America Stadium | Charlotte (Caroline du Nord)    | 1995      |
| Sud      | Saints de La Nouvelle-Orléans | Caesars Superdome       | La Nouvelle-Orléans (Louisiane) | 1967      |
| Sud      | Buccaneers de Tampa Bay       | Raymond James Stadium   | Tampa (Floride)                 | 1976      |
| Ouest    | Cardinals de l'Arizona        | State Farm Stadium      | Glendale (Arizona)              | 1898      |
| Ouest    | Rams de Los Angeles           | SoFi Stadium            | Inglewood (Californie)          | 1937      |
| Ouest    | 49ers de San Francisco        | Levi's Stadium          | Santa Clara (Californie)        | 1946      |
| Ouest    | Seahawks de Seattle           | Lumen Field             | Seattle (Washington)            | 1976      |

### Calendrier de la saison régulière

#### Évolution du nombre de matchs
| 1935-1936   | 12 |
| 1937-1942   | 11 |
| 1943-1945   | 10 |
| 1946        | 11 |
| 1947-1960   | 12 |
| 1961-1977   | 14 |
| 1978-1981   | 16 |
| 1982        | 9  |
| 1983-1986   | 16 |
| 1987        | 15 |
| 1988-2020   | 16 |
| depuis 2021 | 17 |

Lors de la première saison de l'APFA et pour les premières saisons de la NFL, aucun format n'est fixé et les équipes peuvent jouer jusqu'à seize matchs contre des équipes de la NFL, des équipes universitaires ou encore des équipes amateurs.
Il faut attendre 1947 pour avoir une période de stabilité pour le nombre de matchs joués par équipe : entre 1947 et 1960, chaque équipe joue douze matchs lors de la saison régulière. En 1960, la fusion avec l'American Football League fait passer le nombre de matchs à quatorze dans l'année. Dix-huit ans plus tard (en 1998), deux matchs de plus sont ajoutés au calendrier soit un total de 16 matchs en 16 semaines.
Ce n'est qu'en 1990, que la NFL introduit le principe d'une semaine de repos par équipe, bye week et en 1993, la NFL teste pendant une saison le principe de deux semaines de repos par équipe. Mais les hauts dirigeants, en pensant aux vrais amateurs, refusent ce droit.
Entre 1988 et 2020, la saison régulière a donc comporté 16 matchs répartis sur 17 semaines consécutives, chaque équipe disposant d'une semaine de repos appelée bye week. Étant donné le faible nombre de matchs, toutes les franchises ne pouvaient s'affronter et pour chaque équipe, la répartition fut la suivante :
- 6 matchs contre les autres équipes de la même division (match aller-retour)
- 4 matchs contre les équipes d'une autre division de la même conférence (les divisions se rencontrant changent chaque année)
- 4 matchs contre les équipes d'une autre division de l'autre conférence (les divisions se rencontrant changent chaque année)
- 2 matchs contre les équipes de la même conférence issues des deux divisions restantes, ayant terminé à la même place la saison précédente (1er contre 1er, 2e contre 2e etc.).

Par exemple, lors de la saison 2005, les Broncos de Denver (ayant terminé à la seconde place de l'AFC Ouest lors de la saison 2004), ont rencontré :
- les autres équipes de leur division à deux reprises : Chargers de San Diego, Chiefs de Kansas City, Raiders d'Oakland ;
- les équipes de l'AFC Est : Bills de Buffalo, Dolphins de Miami, Jets de New York, Patriots de la Nouvelle-Angleterre ;
- celles de la NFC Est : Cowboys de Dallas, Eagles de Philadelphie, Giants de New York, Redskins de Washington ;
- les Ravens de Baltimore et les Jaguars de Jacksonville, qui ont fini également en 2004 à la seconde place de leur division.

#### Format actuel
La saison 2021 est la première à compter 17 matchs de saison régulière selon la convention collective signée par la ligue et l'association des joueurs (National Football League Players Association) en mars 2020. Elle prend ses effets dès la saison 2021 et comporte donc une 18e semaine. Le 17e match est un match inter-conférence,.
Les 14 adversaires de chaque franchise sont désignés comme suit :
- les 13 adversaires déterminés selon la formule déjà utilisée de 1998 à 2020 (voir ci-dessus) ;
- le 14e adversaire est une équipe ayant terminé à la même place dans une des trois divisions restantes de l'autre conférence (puisque la franchise rencontre déjà les membres d'une division de cette autre conférence); cette division change chaque année.

### Phase éliminatoire (playoffs)

Logo des playoffs de la National Football League.

#### Description
Depuis la saison 2021-2022 , quatorze équipes, soit sept par conférence, sont qualifiées pour participer à la phase éliminatoire, tournoi final à élimination directe également appelé série éliminatoire ou « playoffs ».
Dans chaque conférence, les équipes qualifiées sont les quatre champions de division classées CD1, 2, 3 et 4 en fonction des résultats en saison régulière et les trois meilleures équipes non-championnes de division classées WC1, 2 et 3 en fonction des résultats en saison régulière. En cas d'égalité au nombre de victoires, les critères pour départager les équipes sont nombreux, dont la différence de points qui, contrairement à d'autres sports, est un critère secondaire.
Pour chaque conférence, l'équipe la mieux classée des quatre équipes championnes de division (CD1) est exemptée du premier tour éliminatoire appelé « wild card ». Les trois autres équipes championnes de leur division (CD2, CD3 et CD4) rencontrent respectivement les trois équipes non championnes de divisions (WC1, WC2 et WC3). Ainsi, l'équipe CD2 rencontre donc la WC3 (7e de conférence), la CD3 rencontre la WC2 (6e de conférence) et la CD4 rencontre la WC1 (5e de conférence).
Les vainqueurs de ces trois matchs passent au second tour (« Divisional Round » ou tour de division). L'équipe exemptée du tour de wild card reçoit l'équipe la moins bien classée des 3 équipes qualifiées. Les deux autres équipes qualifiées se rencontrent dans le stade de celle possédant le meilleur classement au terme de la saison régulière. Les gagnants de ce second tour se rencontrent ensuite en finale de Conférence.
Enfin, les deux champions de Conférence se rencontrent à l'occasion du Super Bowl.

#### Arbre de synthèse
Les initiales utilisées dans l'arbre de synthèse sont les suivantes :
- CD : champion de division, soit les quatre équipes remportant leur division lors de la saison régulière ;
- WC : équipe participant au premier tour dit de wild card, soit les équipes classées 5e, 6e et 7e de chaque conférence.

|  | Tour de wild card            | Tour de wild card | Tour de wild card |                        |     | Tour de division        | Tour de division | Tour de division |  |   | Finales de conférence | Finales de conférence | Finales de conférence |   |  | Super Bowl | Super Bowl | Super Bowl |
|  |                              |                   |                   |                        |     |                         |                  |                  |  |   |                       |                       |                       |   |  |            |            |            |
|  | 2                            | CD2               | -                 |                        |     |                         |                  |                  |  |   |                       |                       |                       |   |  |            |            |            |
|  | 7                            | WC3               | -                 |                        |     |                         |                  |                  |  |   |                       |                       |                       |   |  |            |            |            |
|  | 7                            | WC3               | -                 |                        | 1   | CD1                     | -                |                  |  |   |                       |                       |                       |   |  |            |            |            |
|  |                              |                   |                   |                        | 1   | CD1                     | -                |                  |  |   |                       |                       |                       |   |  |            |            |            |
|  |                              |                   |                   | 3e classé qualifié AFC | -   |                         |                  |                  |  |   |                       |                       |                       |   |  |            |            |            |
|  | 3                            | CD3               | -                 | 3e classé qualifié AFC | -   |                         |                  |                  |  |   |                       |                       |                       |   |  |            |            |            |
|  | 3                            | CD3               | -                 |                        |     |                         |                  |                  |  |   |                       |                       |                       |   |  |            |            |            |
|  | 6                            | WC2               | -                 |                        |     |                         |                  |                  |  |   |                       |                       |                       |   |  |            |            |            |
|  | 6                            | WC2               | -                 |                        |     |                         |                  |                  |  | - |                       | -                     |                       |   |  |            |            |            |
|  | American Football Conference |                   |                   |                        |     |                         |                  |                  |  | - |                       | -                     |                       |   |  |            |            |            |
|  |                              | -                 |                   | -                      |     |                         |                  |                  |  |   |                       |                       |                       |   |  |            |            |            |
|  | 4                            | -                 | CD4               | -                      | -   |                         |                  |                  |  |   |                       |                       |                       |   |  |            |            |            |
|  | 4                            |                   | CD4               |                        | -   |                         |                  |                  |  |   |                       |                       |                       |   |  |            |            |            |
|  | 5                            | WC1               | -                 |                        |     |                         |                  |                  |  |   |                       |                       |                       |   |  |            |            |            |
|  | 5                            | WC1               | -                 |                        |     | 1er classé qualifié AFC | -                |                  |  |   |                       |                       |                       |   |  |            |            |            |
|  |                              |                   |                   |                        |     | 1er classé qualifié AFC | -                |                  |  |   |                       |                       |                       |   |  |            |            |            |
|  |                              |                   |                   | 2e classé qualifié AFC | -   |                         |                  |                  |  |   |                       |                       |                       |   |  |            |            |            |
|  |                              |                   |                   | 2e classé qualifié AFC | -   |                         |                  |                  |  |   |                       |                       |                       |   |  |            |            |            |
|  |                              |                   |                   |                        |     |                         |                  |                  |  |   |                       |                       |                       |   |  |            |            |            |
|  |                              |                   |                   |                        |     |                         |                  |                  |  |   |                       |                       |                       |   |  |            |            |            |
|  |                              |                   |                   |                        |     |                         |                  |                  |  |   |                       | -                     | Champion AFC          | - |  |            |            |            |
|  |                              |                   |                   |                        |     |                         |                  |                  |  |   |                       |                       |                       |   |  |            |            |            |
|  |                              | -                 | Champion NFC      | -                      |     |                         |                  |                  |  |   |                       |                       |                       |   |  |            |            |            |
|  | 2                            | -                 | Champion NFC      | -                      | CD2 | -                       |                  |                  |  |   |                       |                       |                       |   |  |            |            |            |
|  | 2                            |                   |                   |                        | CD2 | -                       |                  |                  |  |   |                       |                       |                       |   |  |            |            |            |
|  | 7                            | WC3               | -                 |                        |     |                         |                  |                  |  |   |                       |                       |                       |   |  |            |            |            |
|  | 7                            | WC3               | -                 |                        | 1   | CD1                     |                  |                  |  |   |                       |                       |                       |   |  |            |            |            |
|  |                              |                   |                   |                        | 1   | CD1                     |                  |                  |  |   |                       |                       |                       |   |  |            |            |            |
|  |                              |                   |                   | 3e classé qualifié NFC | -   |                         |                  |                  |  |   |                       |                       |                       |   |  |            |            |            |
|  | 3                            | CD3               |                   | 3e classé qualifié NFC | -   |                         |                  |                  |  |   |                       |                       |                       |   |  |            |            |            |
|  | 3                            | CD3               |                   |                        |     |                         |                  |                  |  |   |                       |                       |                       |   |  |            |            |            |
|  | 6                            | WC2               | -                 |                        |     |                         |                  |                  |  |   |                       |                       |                       |   |  |            |            |            |
|  | 6                            | WC2               | -                 |                        |     |                         |                  |                  |  | - |                       | -                     |                       |   |  |            |            |            |
|  | National Football Conference |                   |                   |                        |     |                         |                  |                  |  | - |                       | -                     |                       |   |  |            |            |            |
|  |                              | -                 |                   | -                      |     |                         |                  |                  |  |   |                       |                       |                       |   |  |            |            |            |
|  | 4                            | -                 | CD4               | -                      | -   |                         |                  |                  |  |   |                       |                       |                       |   |  |            |            |            |
|  | 4                            |                   | CD4               |                        | -   |                         |                  |                  |  |   |                       |                       |                       |   |  |            |            |            |
|  | 5                            | WC1               | -                 |                        |     |                         |                  |                  |  |   |                       |                       |                       |   |  |            |            |            |
|  | 5                            | WC1               | -                 |                        |     | 1er classé qualifié NFC | -                |                  |  |   |                       |                       |                       |   |  |            |            |            |
|  |                              |                   |                   |                        |     | 1er classé qualifié NFC | -                |                  |  |   |                       |                       |                       |   |  |            |            |            |
|  |                              |                   |                   | 2e classé qualifié NFC | -   |                         |                  |                  |  |   |                       |                       |                       |   |  |            |            |            |
|  |                              |                   |                   | 2e classé qualifié NFC | -   |                         |                  |                  |  |   |                       |                       |                       |   |  |            |            |            |
|  |                              |                   |                   |                        |     |                         |                  |                  |  |   |                       |                       |                       |   |  |            |            |            |

#### Modifications à partir de la saison 2020-2021
L'ensemble des propriétaires de franchise NFL se sont accordés pour modifier dès la saison 2020, la phase éliminatoire.
Dorénavant, ce sont 14 équipes issues de la saison régulière qui y participeront soit pour chaque conférence, les quatre champions de division ainsi que les trois autres meilleures équipes non championnes de division. La meilleure équipe de chaque conférence (no 1 ou « seed 1 ») sera exemptée du premier tour dit de « wild card ».
Ce premier tour comptera donc 6 matchs contre 4 précédemment.
Lors du tour de division (second tour), la meilleure équipe de la conférence (no 1) rencontrera l'équipe de sa conférence issue du premier tour qui est la moins bien classée en fin de saison régulière. Les deux autres équipes qualifiées se rencontrent sur le terrain de la meilleure équipe classée en fin de saison régulière. La suite de la compétition n'est pas modifiée (finale de conférence et Super Bowl).

### Numérotation des maillots

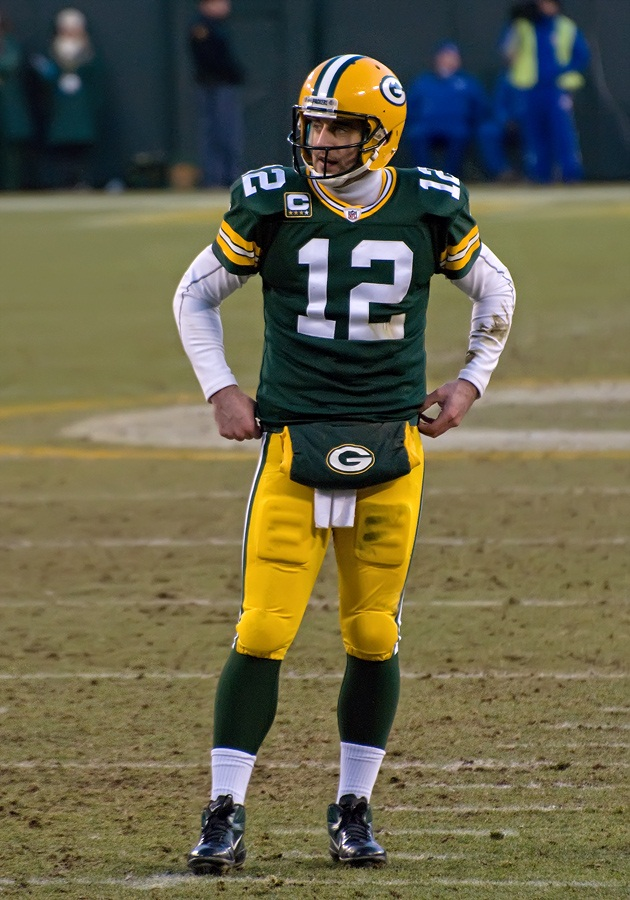
Aaron Rodgers, ancien quarterback des Packers de Green Bay porte le numéro 12.

Depuis le 5 avril 1973, la NFL a imposé une numérotation des maillots en fonction des postes des joueurs. Les joueurs qui évoluaient déjà en NFL à cette date purent toutefois garder leur ancien numéro s'ils le souhaitaient. Cette évolution a vu le jour afin de faciliter l'approche du grand public mais également pour faciliter la tâche des arbitres. En 2021, la NFL élargi la numérotation possible.
- Quarterbacks, Kickers, Punters et autre poste spécialisé : 1 à 19
- Wide receivers et running backs : 1 à 49 et 80 à 89[28]
- Defensive backs: 1 à 49
- Ligne offensive (centre, offensive guard et offensive tackle) : 50 à 79
- Linebackers : 1 à 59 et 90 à 99
- Ligne défensive (defensive tackle, defensive end et nose tackle) : 50 à 79 et 90 à 99
- Tight ends : 1 à 49 et 80 à 89

La seule exception pour qu'un joueur prenne un numéro en dehors des plages disponibles pour son poste est que la plage soit entièrement prise par les joueurs de son équipe au même poste. Ainsi, Keyshawn Johnson fut autorisé à porter le 19 alors qu'il jouait wide receiver. Régulièrement, des joueurs demandent à la NFL des dérogations pour prendre leur numéro fétiche. Ce fut notamment le cas de Reggie Bush en 2006. Comme toutes les demandes précédentes, la réponse de la NFL fut négative.

### Salaires et contrats
| Saisons en NFL | Salaire minimum (2023) |
| -------------- | ---------------------- |
| 0              | 750 000 $              |
| 1              | 870 000 $              |
| 2              | 940 000 $              |
| 3              | 1 010 000 $            |
| 4–6            | 1 080 000 $            |
| 7+             | 1 165 000 $            |

Tous les joueurs de la NFL font partie d'une sorte de syndicat, la National Football League Players Association (NFLPA). Cette organisation est chargée de négocier le statut et salaires auprès des propriétaires de la ligue. Leur accord porte le nom de Collective Bargaining Agreement (CBA), des accords furent signés en 1993, 1998, 2006 et 2011. En 1987, un accord ne fut pas trouvé, résultant sur une grève (« lock out ») pendant plusieurs semaines, d'où l'importance de cet accord.
La dernière entente fut signée en 2020 pour 10 ans dont les grandes lignes sont :
- Les joueurs draftés et qui n'ont pas joué pendant leur première saison, n'ont le droit de négocier qu'avec la franchise qui les a draftés. En cas de désaccord, le joueur ne peut que refuser de jouer (« hold out ») jusqu'à parvenir à un accord. Le refus de jouer est un moyen de pression souvent utilisé par les athlètes.
- Les joueurs ayant de trois à cinq saisons en NFL, dont le contrat arrive à terme, sont considérés comme « restricted Free Agents ». C'est-à-dire qu'ils sont limités du point de vue des négociations avec toutes les autres franchises, une manière de conserver les meilleurs éléments d'une équipe.
- Les joueurs ayant cinq saisons ou plus en NFL et dont le contrat arrive à terme, sont considérés comme « unrestricted Free Agents ». Ils sont libres de négocier avec n'importe quelle franchise sans limitation.
- Les franchises peuvent désigner un athlète chaque année comme « franchise player », ce qui limite ses droits de négociation. Cependant cela ne concerne qu'une poignée d'athlètes.

Enfin les salaires sont très encadrés, il y a une échelle de salaire (voir tableau) en fonction des années passées dans la ligue, ceci est valable pour tous les joueurs faisant partie de l'effectif actif de 53 joueurs. Ce sont des minimums, certains peuvent gagner plusieurs millions de dollars par an.
En plus des 53 joueurs actifs, les équipes possèdent une practice squad sorte de réserve composée de dix à dix-sept athlètes depuis 2023. Ce groupe est composé de rookies et de joueurs ayant déjà une certaine expérience mais encore trop juste pour la NFL. Toutes les semaines avant chaque rencontre, les franchises peuvent promouvoir jusqu'à 2 joueurs de la practice squad, portant l'effectif à 55 joueurs pendant les jours de match. Après les matchs, les joueurs alors promus, réintègrent la practice squad. Un joueur ne peut être promu plus de 3 fois lors d'une saison, au-delà, il doit intégrer le groupe actif de 53 joueurs.
Les athlètes de la « practice squad » bénéficient d'un statut particulier, en effet ils sont nettement moins bien payés que les collègues de l'effectif principal, le salaire minimum est de 12 000 $ par semaine, le championnat comptant 18 semaines, ils peuvent gagner un minimum de 216 000 $ par saison et plus en cas de playoffs.

## NFL et la santé des joueurs
La question de la santé des joueurs est un dossier épineux pour la NFL. Au-delà des blessures parfois graves résultant d'un sport de contact parfois violent. Aujourd'hui plusieurs anciens joueurs, reprochent à la ligue d'avoir volontairement caché ou minimisé le risque de certaines blessures, notamment des commotions cérébrales.
D'anciens joueurs se retrouvant dans l'incapacité de travailler après leur carrière, souffrant des conséquences des multiples chocs à la tête. La ligue faisant la sourde oreille, refusant de voir un lien entre commotions et dommages au cerveau, et donc les maladies qui en découlent. De nombreux cas d'Alzheimer précoce, dépression, perte de mémoire, trouble de la concentration, ou encore encéphalopathie traumatique chronique (ETC), entre autres. Devant le déni de la NFL, des associations des anciens joueurs, s’organisèrent pour entreprendre des poursuites judiciaires.
Pour éviter des poursuites judiciaire la NFL signe un accord en août 2013, avec 4500 de ses anciens joueurs pour une entente à l’amiable dans le dossier des commotions cérébrales. La ligue s'engage ainsi à verser 765 millions de dollars pour financer les examens médicaux, les dédommagements et la recherche médicale.
La NFL a également fait évoluer plusieurs règles, afin de limiter les chocs violents, essentiellement sur les kickoffs et instaure un protocole médical pour la détection et la prise en charge en cas de commotion cérébrale. De plus, en 2018, la NFL interdit les chocs volontaires « casque contre casque ».
Le film Seul contre tous (Concussion en anglais), sorti en décembre 2015 aux États-Unis, raconte le combat de Bennet Omalu, médecin-légiste et neuro-pathologiste face à la NFL.

## Logos

Évolution du logo de la ligue
1970 - 2008
Depuis 2008
100e anniversaire (en 2019)

## Palmarès

### Finales AFL-NFL (Super Bowl I à IV)
- Voir Super Bowl

### Vainqueurs des Super Bowls de la NFL
- Voir Classement de la NFL depuis la fusion AFL-NFL

## Commissaires et présidents de la NFL

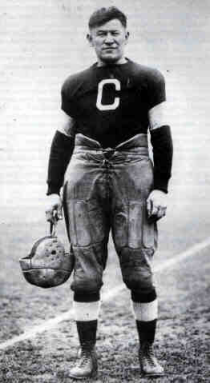
Jim Thorpe, premier président de lAmerican Professional Football Association en 1920.

Jim Thorpe, athlète complet américain du début du XXe siècle a été le premier président de l’American Professional Football Association en 1920 alors qu'il évoluait avec les Bulldogs de Canton. Mais Thorpe passant plus de temps à jouer pour son équipe qu'à diriger l'Association, est remplacé un an plus tard par Joseph Carr.
Carr était une personnalité dans le monde du football américain sans pour autant avoir joué lui-même au niveau professionnel. Directeur des Panhandles de Columbus à partir de 1907, il abandonne son poste pour celui de président de l’APFA à la suite du départ de Thorpe. Il est à la tête de l’APFA quand celle-ci devient officiellement la NFL et considère alors qu'il doit s'inspirer des bonnes pratiques du baseball. Il met ainsi en place un contrat-type pour les joueurs et impose également qu'un joueur universitaire ne puisse pas rejoindre une équipe de la NFL avant d'avoir fini ses études et avant que l'année en cours soit terminée. Il est également à l'origine de l'initiative de déménagement des franchises des petites villes vers les grandes métropoles pour attirer un maximum de spectateurs. Sous son impulsion naîtront les Giants de New York en 1925. Il reste à la tête de la NFL jusqu'à sa mort, en 1939 et est remplacé par Carl Storck.
Storck faisait déjà partie de la NFL depuis 1920 alors que la ligue était encore l’APFA. Il occupait le double poste de secrétaire et trésorier. et succède à Carr cinq jours après son décès, le 25 mai 1931. Il restera en place jusqu'en 1941.
Le 1er mars 1941, Storck se retire du poste présidentiel qui est renommé commissaire. Elmer Layden est le premier commissaire de l'histoire de la NFL. Auparavant, Layden a joué au football au sein du championnat universitaire puis pour la saison 1926 dans l'American Football League avant de devenir entraîneur dans le championnat étudiant, puis universitaire. Il est le commissaire qui voit le niveau de la NFL baisser avec le départ de nombreux joueurs pour la Seconde Guerre mondiale. Il reste à poste pendant toute la guerre puis démissionne en 1946.
Bert Bell prend sa place en tant que second commissaire de l'histoire de la NFL. Avant de prendre le poste, Bell a fondé en 1933 l'équipe des Eagles de Philadelphie puis a repris avec son ami Arthur Rooney, d'une manière un peu spéciale, les Steelers de Pittsburgh. En 1946, il signe pour le poste de commissaire de la ligue, revend les parts qu'il possédait encore dans les Steelers de Pittsburgh et se voit offrir un contrat trois ans puis de cinq avant de se voir offrir une prolongation pour 10 ans en 1949. Il aura mené avec la NFL la lutte contre les paris sportifs, reconnu l'association des joueurs de la NFL, négocié les premiers contrats avec droits de télédiffusion et mené la vie dure à la ligue concurrente, la All-America Football Conference. Il meurt en 1959 d'une crise cardiaque alors qu'il regardait un match entre Pittsburgh et Philadelphie, ses deux anciennes équipes.
Ancien agent du Federal Bureau of Investigation, Austin Gunsel va prendre l'intérim de Bell pour la fin de la saison. Il était rentré au sein de la NFL sur la volonté de Bell afin de contrôler les finances de la ligue en 1952. Quatre ans plus tard, il devient le trésorier de la NFL. Pete Rozelle va prendre la place de Gunsel à l'issue de la saison

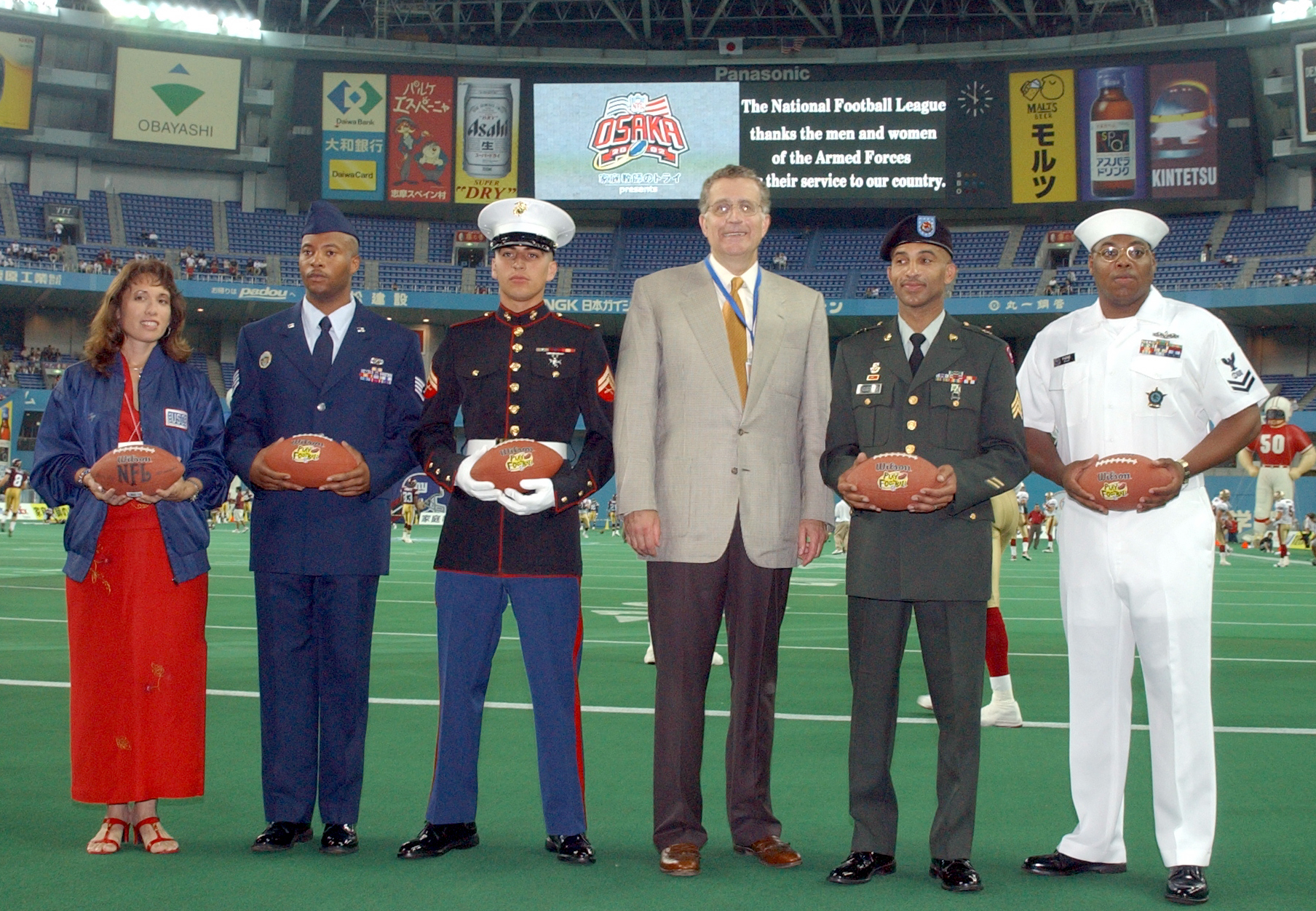
Paul Tagliabue lors de l'American Bowl au Japon en 2002.

Spécialisé dans la communication, Rozelle s'était occupé du marketing des Jeux olympiques de 1956 avant de rejoindre la branche communication des Rams de Los Angeles puis devenir en 1957 le nouveau directeur général de l'équipe. Il transforme une équipe mal organisée en une mécanique bien huilée et efficace et est élu pour remplacer Bell par les douze présidents de franchise (le vote est assez laborieux et prendra sept jours). Il restera à la tête de la NFL jusqu'en 1989, voyant le nombre d'équipes passer de 12 à 28. Il sera l'artisan de la fusion de la NFL avec l'American Football League. Au cours des années 1970, le rôle de Rozelle est déterminant et il porte la NFL en avant, faisant du Super Bowl l'événement sportif le plus regardé des États-Unis.
Paul Tagliabue le remplace en 1986. Il faisait déjà partie de la NFL en tant qu'avocat pour la ligue. Il participera à l'ouverture de la NFL au monde mais également à l'expansion de celle-ci. Avant de passer la main en 2006 à Roger Goodell, Tagliabule veille à transmettre une situation saine à son successeur et prend soin de négocier les droits de diffusion afin de pouvoir maintenir les salaires des joueurs.
Goodell a été élu parmi quatre prétendants au bout du cinquième tour de vote et il faisait partie de la NFL depuis 1982. Il fait parler de lui rapidement : alors que des rumeurs courent sur le fait que la NFL pourrait s'ouvrir au Canada et à la ville de Toronto, il ne contredit pas l'histoire. De plus, en avril 2007, il met en place une politique sévère sur le comportement des joueurs de la NFL en dehors des stades. Il n'hésite pas à suspendre des joueurs pour des durées allant de 8 matchs à une saison.

## Franchises disparues
Cette section présente les franchises ayant disparu de la NFL. Les équipes existant toujours mais ayant changé de dénomination ne sont pas reprises.

### Franchises des années 1920
Au cours des années 1920, de nombreuses franchises ont existé, puis changé de nom, puis déménagé… Il est difficile de savoir si l'équipe a changé de surnom ou si le nouveau surnom représente une nouvelle franchise.
| Création | Arrêt | Nom de l'équipe                                     | Commentaire |
| -------- | ----- | --------------------------------------------------- | --- |
| 1920     | 1920  | Tigers de Chicago                                   | |
| 1920     | 1921  | Tigers / Indians de Cleveland                       | L'équipe prend le nom d’Indians pour sa seconde saison car trois joueurs Amérindiens y évoluent.                                                 |
| 1920     | 1921  | Flyers de Muncie                                    | N'a joué que 3 matchs au total |
| 1920     | 1925  | Jeffersons de Rochester                             | |
| 1920     | 1925  | Independents de Rock Island                         | Par la suite, l'équipe joue une saison dans l’American Football League                                                                           |
| 1920     | 1926  | Pros / Indians d'Akron                              | Premiers champions de l'APFA |
| 1920     | 1926  | Bulldogs de Canton                                  | Champion en 1922 et 1923 N'a pas joué la saison 1924                                                                                             |
| 1920     | 1926  | Panhandles / Tigers de Columbus                     | Les Panhandles jouent le premier match de la ligue contre les Triangles de Dayton                                                                |
| 1920     | 1926  | Pros de Hammond                                     | |
| 1920     | 1928  | Heralds / Tigers / Panthers / Wolverines de Détroit | |
| 1920     | 1929  | All-Americans / Bisons / Rangers de Buffalo         | Ne joue pas en 1928 |
| 1920     | 1929  | Triangles de Dayton                                 | Les Triangles jouent le premier match de la ligue contre les Panhandles de Columbus                                                              |
| 1921     | 1921  | Celts de Cincinnati                                 | N'a joué que quatre matchs |
| 1921     | 1921  | Giants de New York (Brickley's)                     | Sponsorisés par les Giants de New York, équipe de baseball de la ville. N'a joué que deux matchs au total                                        |
| 1921     | 1921  | Kardex de Tonawanda                                 | N'a joué qu'un match (45 à 0 contre les Jeffersons de Rochester)                                                                                 |
| 1921     | 1921  | Senators de Washington                              | N'a joué que trois matchs (1 victoire et 2 défaites) et en a gagné un second par forfait des adversaires (Jeffersons de Rochester)               |
| 1921     | 1922  | Crimson Giants d'Evansville                         | |
| 1921     | 1926  | Brecks / Colonels de Louisville                     | Ne joue pas entre 1923 et 1926. |
| 1921     | 1931  | Marines / Red Jackets de Minneapolis                | Ne joue pas entre 1924 et 1929 |
| 1922     | 1923  | Indians d'Oorang                                    | Équipe exclusivement formée de joueurs Amérindiens                                                                                               |
| 1922     | 1923  | Maroons de Toledo                                   | |
| 1922     | 1926  | Legion / Tornadoes de Racine                        | Ne joue pas entre 1924 et 1926 |
| 1922     | 1926  | Badgers de Milwaukee                                | |
| 1923     | 1923  | All Stars de Saint-Louis                            | N'a joué que cinq matchs |
| 1923     | 1927  | Indians / Bulldogs de Cleveland                     | Nommé Indians lors de la première saison Champion en 1924 Ne joue pas en 1926 et revient en 1927 avec l'ajout de joueurs des Kansas City Cowboys |
| 1923     | 1927  | Kelleys / Eskimos de Duluth                         | Renommée en tant que Tornadoes d'Orange / Newark                                                                                                 |
| 1924     | 1924  | Maroons de Kenosha                                  | N'a joué que cinq matchs |
| 1924     | 1926  | Blues / Cowboys de Kansas City                      | Renforce les Bulldogs de Cleveland en 1927 |
| 1924     | 1931  | Yellow Jackets de Frankford                         | Champion en 1926 |
| 1925     | 1929  | Maroons de Pottsville / Bulldogs de Boston          | Aurait dû remporter le championnat 1925 mais a été disqualifiée                                                                                  |
| 1925     | 1931  | Steamrollers de Providence                          | Champion 1928 |
| 1926     | 1926  | Lions de Brooklyn                                   | |
| 1926     | 1926  | Blues de Hartford                                   | |
| 1926     | 1926  | Buccaneers de Los Angeles                           | N'a jamais joué un seul match à Los Angeles |
| 1927     | 1928  | Yankees de New York                                 | A débuté dans l’American Football League en 1926                                                                                                 |
| 1929     | 1930  | Tornadoes d'Orange / Newark                         | Nouvelle version des Eskimos de Duluth |
| 1929     | 1932  | Stapletons de Staten Island                         | |

### Franchises des années 1930
| Création | Arrêt | Nom de l'équipe              | Commentaire                                                                         |
| -------- | ----- | ---------------------------- | ----------------------------------------------------------------------------------- |
| 1930     | 1944  | Tigers / Dodgers de Brooklyn |                                                                                     |
| 1931     | 1931  | Indians de Cleveland         | Franchise créée par la NFL mais aucun investisseur n'a voulu acheter l'équipe       |
| 1933     | 1934  | Reds de Cincinnati           | Remplacé pour les trois derniers matchs de la saison par les Gunners de Saint-Louis |
| 1934     | 1934  | Gunners de Saint-Louis       | N'a joué que trois matchs                                                           |

### Franchises des années 1940 et 1950
| Création | Arrêt | Nom de l'équipe              | Commentaire                           |
| -------- | ----- | ---------------------------- | ------------------------------------- |
| 1944     | 1948  | Yanks de Boston              | Remplacé par les Bulldogs de New York |
| 1950     | 1950  | Colts de Baltimore           |                                       |
| 1949     | 1951  | Yanks / Bulldogs de New York |                                       |
| 1952     | 1952  | Texans de Dallas             |                                       |